# Konrad Bajan

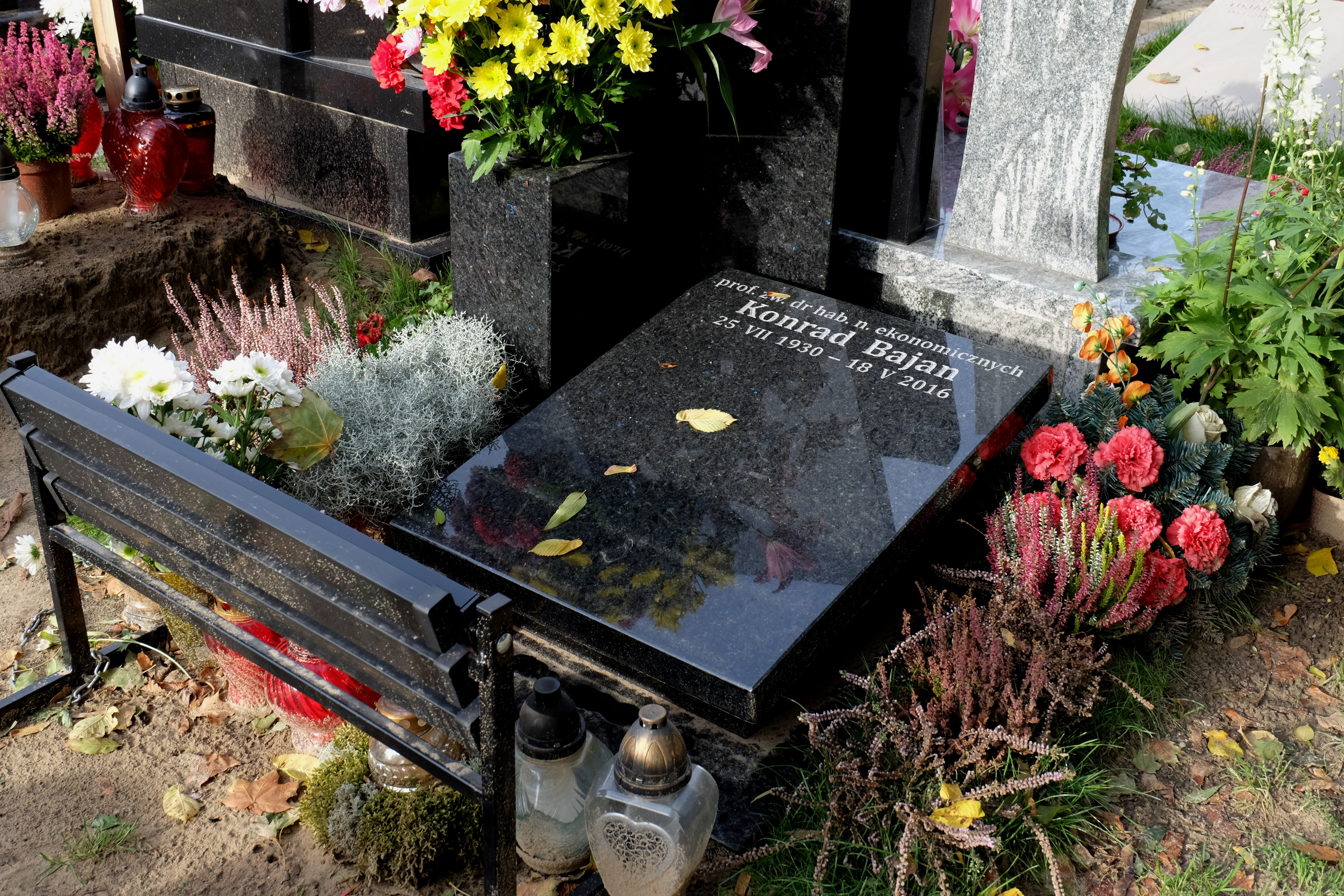
Grób prof. Konrada Bajana na Cmentarzu Wojskowym na Powązkach w Warszawie

Konrad Bajan (ur. 25 lipca 1930 w Rzeczniówku, zm. 18 maja 2016) – polski ekonomista, profesor nauk ekonomicznych.

## Życiorys
Doktoryzował się w 1961 na SGGW, habilitację uzyskał w 1967 na Akademii Rolniczej w Szczecinie, od 1973 był profesorem nadzwyczajnym. W 1979 uzyskał tytuł profesora zwyczajnego nauk ekonomicznych. Był członkiem PPR w latach 1946–1948 i członkiem PZPR od 1948.
Był profesorem zwyczajnym w Wyższej Szkole Informatyki i Ekonomii TWP w Olsztynie. Pracował także w Wyższej Szkole Kupieckiej w Łodzi.
Jeden z członków-założycieli Stowarzyszenia Marksistów Polskich w marcu 1990.
Specjalizował się w polityce gospodarczej, rolnej oraz zarządzaniu przedsiębiorstwem rolnym.
Był autorem ponad 300 publikacji. Pochowany w kwaterze urnowej na Cmentarzu Wojskowym na Powązkach (kwatera 28D-8-1).

## Ordery i odznaczenia
Otrzymał:
- Krzyż Komandorski Orderu Odrodzenia Polski
- Krzyż Kawalerski Orderu Odrodzenia Polski
- Złoty Krzyż Zasługi
- Srebrny Krzyż Zasługi
- Srebrny Medal „Za zasługi dla obronności kraju”
- Złota Odznaka Ligi Przyjaźni z Narodami (Niemiecka Republika Demokratyczna)